# Yohan Domenech
Pour les articles homonymes, voir Domenech.
Pas d'image ? Cliquez ici

a Compétitions nationales et continentales officielles uniquement.

b Matchs officiels uniquement.
Dernière mise à jour le 18 mars 2025.
Yohan Domenech, né le 19 avril 1993, est un joueur français de rugby à XV qui évolue au poste de demi de mêlée.

## Biographie
Formé au RC Narbonne, Yohan Domenech connaît des sélections en équipe de France de rugby à XV des moins de 20 ans. Il dispute sept matchs avec les professionnels de 2011 à 2014 avant de s'engager en 2014-2015 avec l'équipe d'Oyonnax avec qui il joue cinq matchs de Top 14 et quatre de Coupe d'Europe,. Il s'engage pour la saison 2015-2016 avec Carcassonne,.
En 2017, il signe un contrat de deux saisons avec le Castres olympique en Top 14.

## Anecdotes
Il ne partage aucun lien de parenté avec Amédée Domenech.